# Teatro Micalet

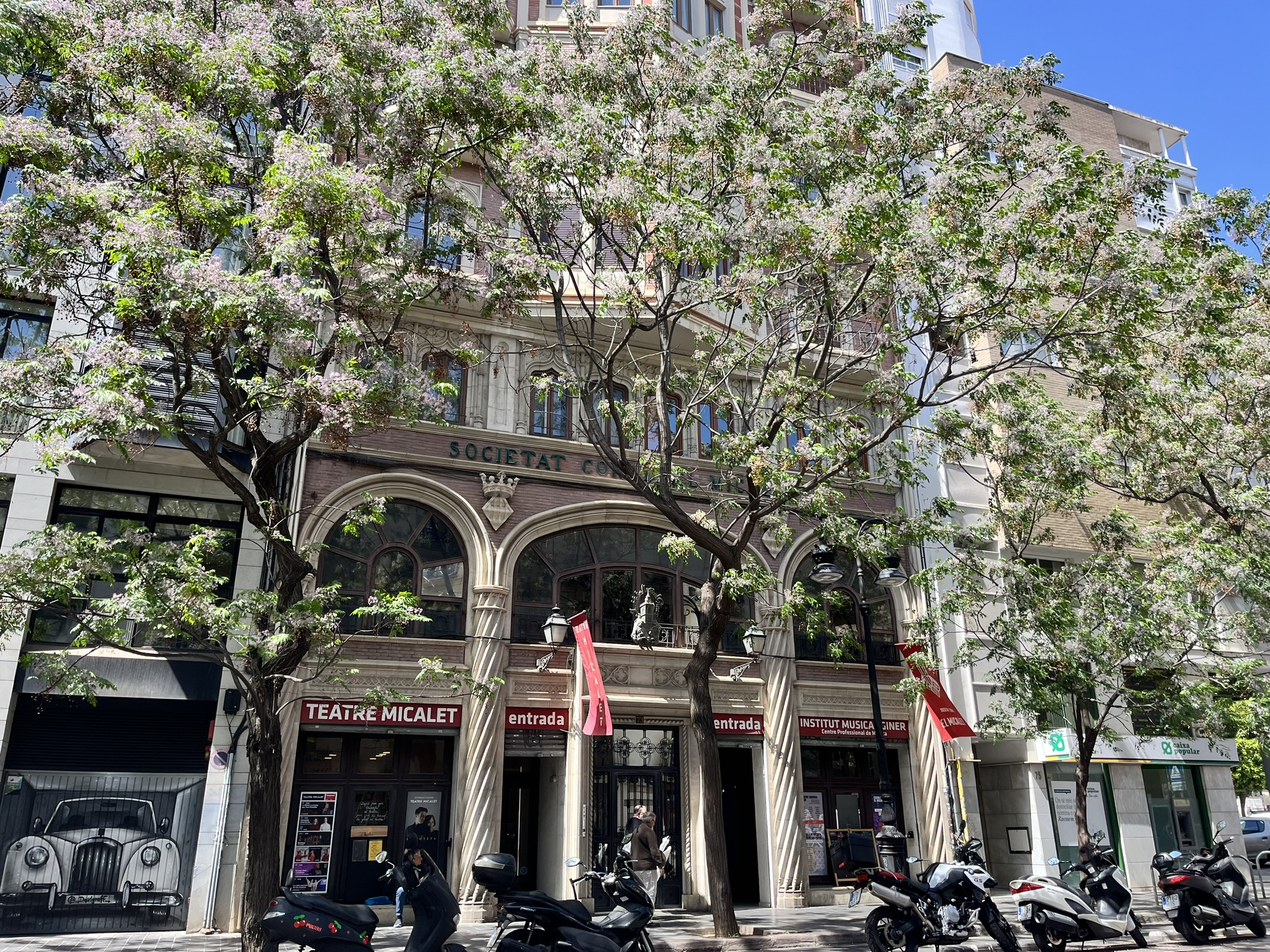
Teatre Micalet de Valencia. A 22/04/2024

El Teatro Micalet se ubica  en la Sociedad Coral el Micalet, una sociedad civil con una gran tradición cultural en la ciudad de Valencia situada en la calle Guillem de Castro 73.
El antiguo teatro se construyó a finales de los años 50 en la calle del Maestro Palau de Valencia. Era un patio cubierto de uralita que acogía tanto actuaciones de teatro y zarzuela como actuaciones musicales, entre las cuales podemos destacar figuras emblemáticas como Teté Montoliu, Slide Hampton, Lou Bennet, etc. 
Sin embargo en agosto de 1971, cuando empezaba a ser un referente cultural importante para la sociedad valenciana, sufrió un incendio y fue reconstruido y reabierto el 1974.
El edificio cuenta con cinco alturas comunicadas por escaleras y un ascensor. En la planta baja se encuentra la sala del teatro, la sala de exposiciones y la cafetería restaurante. 